# شبكة لاسلكية
الشبكات اللاسلكية الموجهة تستخدم الهوائيات الموجهة وكمثال بسيط عليها شبكة الهاتف المحمول، ولاستخدام هذه الهوائيات فوائد كثيرة منها:
1. تسهم في خفض نسبة التشويش في الموجات الكهرومغناطيسية للتداخل بين الترددات حيث يوجد توجيه محدد للإشارة.
2. يؤدي ذلك لإمكانية استخدام الترددات عدة مرات في أماكن مختلفة مع الحفاظ على عدم التداخل.
3. يسهم التوجيه في خفض طاقة الإرسال لأن الهدف محدد وليس عشوائي بالتالي يتم التوفير في استهلاك الطاقة.

والشبكات اللاسلكية هي نوع من الشبكات الحاسوبية التي تعمل على نقل المعلومات بين العُقَد من دون استخدام أسلاك التوصيل". إن هذا النوع من الشبكات ينفّدةً مع نظم نقل المعلومات بالتحكم عن بُعد من خلال استخدام أمواج كهرومغناطيسية كالأمواج الراديوية كحامل لإشارة المعلومات. وهذا التنفيذ يتم عادة في الطبقة الفيزيائية من الشبكة...
وهي أحد أنواع الشبكات الحاسوبيّة التي تتيح الفرصة لنقل المعلومات بين الأجهزة المختلفة دون الحاجة إلى استخدام الأسلاك والتوصيلات.

## الحاجة إلى الشبكات اللاسلكية والسلكية
حيث نجح علماء الحاسوب في الآونة الأخيرة إلى استخدام ما يسمى بالشبكات المحلية، والتي يرمز لها LAN اختصاراً لكلمة (Local Area Network) وأن الهدف الأساسي من ذلك تحقيق الفائدة القصوى المرجوة من الموارد التي تتيحها الأجهزة على الشبكة وبالفعل فقد وفرت هذه الشبكات العديد من الخدمات لمستخدميها حيث مكنتهم من التواصل مع بعضهم البعض عن طريق البريد الإلكتروني والاستفادة من البرامج والتطبيقات بالإضافة إلى إمكانية الولوج إلى قواعد بيانات مشتركة لكن هذا لم يمنع من ظهور بعض العوائق والتي بدأت تحد من التوسع في استخدام هذه الشبكات، ويمكن أن نحدد أهم هذه العوائق بما يلي:
- الحاجة إلى وصلة فيزيائية حيث يتوجب على الجهاز الاتصال إلى منفذ ثابت مما جعل عدد العقد داخل الشبكة يميل إلى الثبات،
- إضافة إلى تقييد المستخدم في مكان معين دون إمكانية إضافة إلى الانتشار الواسع للحواسب يمكن القول بأن الميزات التي قدمتها ال WLAN للأجهزة المحمولة والمفكرات الإلكترونية قد أدت إلى زيادة الطلب على هذه التقنية الجديدة والتي ستلعب دوراً هاماً في حياتنا الإلكترونية في المستقبل القريب حيث يتوجه العالم في العصر الحديث إلى تغيير النظام السلكي الذي تم الاعتماد عليه في العقود الماضية والانتقال إلى عصر جديد من الأجهزة اللاسلكية.

ملاحظة: تجدر الإشارة إلى الاختلاف بين ال (Wide Area Network (WAN و(Wireless LAN (WLAN
والتي ترسل المعلومات الرقمية إلى مسافات طويلة باستخدام الأنظمة الخلوية بمعدل نقل بيانات منخفض إضافة حاجتها إلى بنية تحتية ذات تكلفة عالية،
نقله لأن هذا الأمر يتطلب قطع الاتصال مع الشبكة وإعادة الاتصال من موقع آخر.
- أما إذا أردنا إضافة عقدة جديدة إلى الشبكة فهذا يعني المزيد من التوصيلات السلكية والمزيد من المساحة وهذا ما يؤدي بدوره إلى زيادة التكلفة.

إن هذه العوامل قد أدت إلى صعوبة في إنشاء هذه الشبكات وارتفاع سعرها مما دعا إلى ضرورة تعديلها بحيث تتلاءم مع متطلبات العصر، بناءً عليه بدأ التوجه إلى استخدام الشبكات اللاسلكية (Wireless LAN) والتي قدمت الحلول للمشاكل التي عانت منها الشبكات السلكية، حيث أعطت مرونة كبيرة في عملية إضافة عقدة جديدة إلى الشبكة دون الحاجة إلى المزيد من التوصيلات السلكية، والأهم هو إمكانية التنقل بحرية مع الجهاز المحمول ضمن مجال الشبكة، هذا مع الأخذ بعين الاعتبار الكلفة المنخفضة لهذه الشبكات.

## تعريف الشبكات اللاسلكية
تعرف الشبكات الاسلبكية بانها شبكات توصل عبر الاشارات ولا تحتاج الى وصلات مما يجعلها اسهل من حيث التوصيل والتواصل بين الافراد
الشبكات المحلية اللاسلكية (WLAN) أصبح الآن بإمكان الشخص التنقل في أي مكان يريده وحتى بالأماكن العامة وهو يحمل جهاز الحاسب المحمول أو ال(لاب توب) وبدون أي أسلاك يستطيع أن يرسل أو يتلقى أي بريد إلكتروني والتصفح في الإنترنت بحريه كامله وأصبح بإمكان المسافرين في الأول من أبريل 2004 على متن طائرات شركة طيران الألمانية خلال الرحلات عبرت المحيط الأطلسي استخدام المحمول للاتصال بالإنترنت وكل هذا بفضل التقنية الجديدة وهي الشبكات المحلية اللاسلكية (WLAN \wireless local area network) وتسمح هذه التقنية بالاتصال بشبكة الإنترنت عبر إشارة الراديو (radio frequency/RF) بدلا من الاتصال عبر الأسلاك.
اما النقاط الساخنة فهي عباره عن الأماكن التي يستطيع الشخص فيها استخدام تقنية الربط اللاسلكي بالإنترنت. ان عدد النقاط الساخنة وصل إلى مئات الالاف في جميع أنحاء العالم بحلول عام 2005 تعتمد تقنية النقاط الساخنة على عنصرين رئيسيين للاتصال:

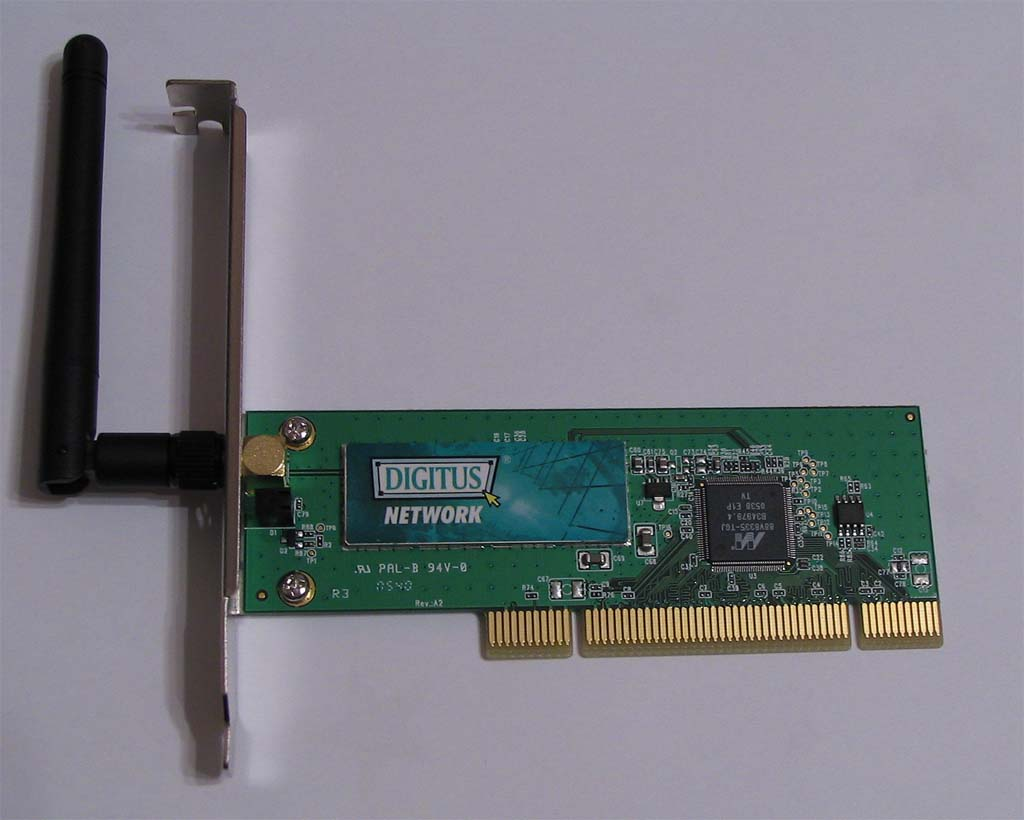
بطاقة حاسب لاسلكي

1.بطاقات الحاسب اللاسلكية (wireless computer cards) وقد تكون موجوده بالجهاز المحمول أو أي جهاز اخر أو قد تكون قابلة للإضافة به. تحتوي هذه البطاقة على هوائي داخلي أو خارجي.

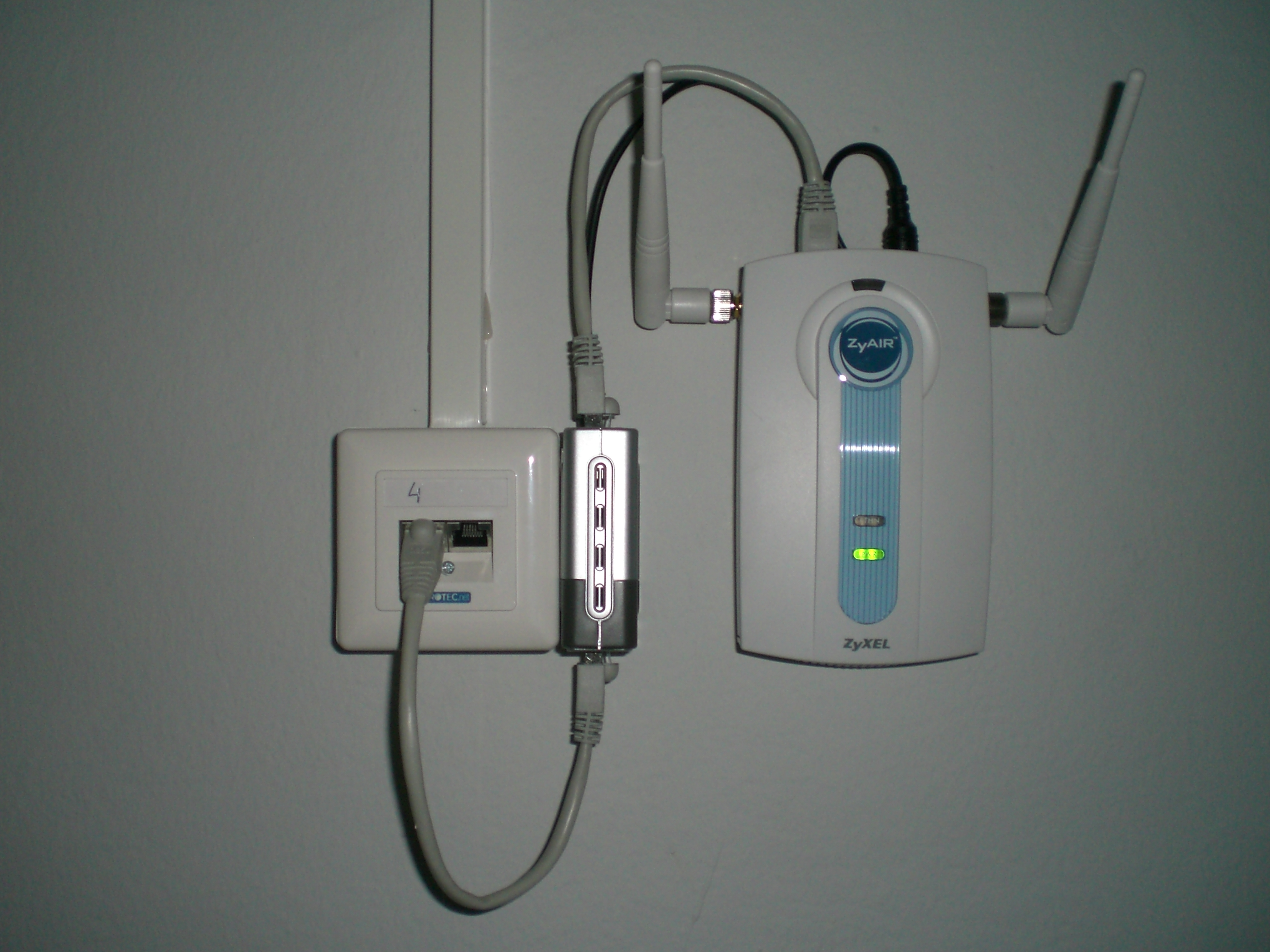
جهاز نقطة وصول لاسلكي

2.نقطة الوصول (access point) التي تصل الشبكات المحلية اللاسلكية بشبكة الإنترنت. اما بالنسبة للطائرات التي تحتوي على نقاط ساخنه فيتم حل مشكلة نقطة الوصول عبر هوائي خارج الطائرة مرتبط بأقمار صناعيه خاصه تصله بالشبكة عبر محطات استقبال أرضية.
بالنسبة للسرعة والتكلفة فان تقنية الشبكات المحلية اللاسلكية باستخدام إشارات الراديو (WLAN) بالمقارنة بالتقنيات الأخرى فقد استطاعت التغلب على مشكلة نقل المعلومات لاسلكيا لمسافات بعيده نسبيا بتكلفه معتدلة "فمثلا تفوقت على تقنية نقل المعلومات عبر الأشعة تحت الحمراء حيث كانت محدودة لمسافات لا تزيد عن 20 مترا وهي غير قادرة على اختراق الحواجز، أيضا تفوقت على تقنية Universal Mobile Telecommunications System المستخدمة في الهاتف المحمول؛ لأن نقل المعلومات في تقنية WLAN أسرع بكثير وبتكاليف معتدلة؛ ولأن تقنية UMTS في الهاتف المحمول غير متواجدة بكميات كافية في السوق حاليا. هذه مقارنه بين الشبكات السلكية (Wired) واللاسلكية (Wireless LAN) الشبكات اللاسلكية أصبحت أكثر استعمالا في المؤسسات والبيوت.

## أنواع الشبكات اللاسلكية

### شبكات PAN (شبكة المناطق الشخصية)
- شبكات المناطق الشخصية (Wireless Personal Area Network) هي الشبكات التي تصل بين أجهزة ضمن مساحة صغيرة نسبياً, عادةّ ما تكون هذه المساحة ضمن مجال يمكن لشخص الوصول إلى جميع أجزائه. كمثال على ذلك، فإن تقنية البلوتوث تقوم مثلاً بربط حاسوب شخصي مع سماعات. وكذلك فإن تقنية الـ ZigBee تدعم تطبيقات هذا النوع من الشبكات.[2]

### شبكات WLAN
- شبكات المناطق المحلية (Wireless Local Area Network) هي النوع الأكثر شيوعاً من الشبكات اللاسلكية. تقوم بربط الأجهزة على مسافة أبعد من النوع السابق كمنزل أو مكتب أو حتى بناء وفي بعض الأحيان تمتد لتغطي عدة كيلومترات. معظم الشبكات LAN تعتمد على المعيار IEEE 802.11 الذي يحتوي على معايير للشبكات اللاسلكية المحلية التي تعمل في الحزم الترددية 2.4, 3.6 و 5 GHz وتضم عدداً من البروتوكولات المختلفة. ان الخصائص المهمة لهذه الشبكة بالمقارنة مع شبكه الـ WAN هي أنها تنقل البيانات بسرعات أعلى بكثير حيث تقوم بنقل البيانات بسرعه 10 إلى حدود 10000 ميجابت لكل ثانيه Mbps. الشبكات المحلية الحالية - غير اللاسلكية على الأغلب هي مستنده على معيار الايثرنت.
- واي فاي وهو اسم مستخدم بصورة شائعة كبديل عن التسمية IEEE 802.11 مع أن هذا الاستخدام خاطئ من الناحية العلمية. لأن Wi-Fi هو شعار لشركة يدل على إمكانية اتصال الأجهزة التي تتبع المعيار السابق معاً.
- شبكات لاسلكية محدّدة (Fixed Wireless Data): وهي شبكات لاسلكية تُستخدم لتحقيق اتصال بين جهازين أو شبكتين في مكانين مختلفين. يتم ذلك من خلال استخدام موجات صغرية أو أشعة ليزرية على مدى خط البصر (Line of Sight) وغالباً ما يُستخدم هذا النوع من الشبكات لربط شبكات في أبنية متجاورة دون الحاجة إلى ربط هذه الأبنية فيزيائياً مع بعضها.

### شبكات MAN
- شبكات المناطق الكبيرة (Metropolitan Area Network) تقوم بربط عدة شبكات LAN مع بعضها البعض لتحقيق شبكة لاسلكية (بالإنجليزية: Network Wireless) تمتد على رقعة جغرافية متوسطة الحجم مثل عبر حرم جامعي أو مدينة. الخدمة التي تؤديها مشابه للخدمة التي يقوم بها مزود الإنترنت (ISP).
- WiMAX هو التعبير المستخدم للإشارة إلى هذا النوع من الشبكات ويتناوله المعيارين IEEE 802.16d و IEEE 802.16e الموضوعين من قبل جمعية مهندسي الكهرباء والإلكترونيات.

هناك ميزتان لهذا النوع من الشبكات
1. حجم هذا النوع من الشبكات أكبر من الـ LAN. العديد من الـ MAN تغطي منطقه بحجم مدينة وبعضها تغطي مجموعه من البنايات أي ما يعادل مساحه قطر ما بين 5 إلى 50 كيلومتر.
2. الـ MAN تعمل كشبكه ذات سرعات عالية لتسمح بمشاركه المصادر المحلية الإقليمية. كثيرا ما تُستخدم لتزويد أو دعم اشتراك الاتصال مع شبكات أخرى باستخدام وصله للـ WAN.

### شبكات الأجهزة الخلوية
- إن التطور الذي حصل في الآونة الأخيرة في مجال PCS: وهي شبكة راديو تُستخدم من قبل بعض مستخدمي الهواتف الخليوية في أميركا الشمالية.

```
الشبكات الخليوية مكنّنا من نقل معطيات ومعلومات عن طريق هذه الشبكات بالإضافة إلى الهدف الأساسي منها ألا وهو نقل المحادثات بين جهازين خلويين:
```

- النظام العالمي للمواصلات الجوالة (Global System for Mobile Communications (GSM: وهو معيار لاتصال الأجهزة الهوائية مع بعضها. يتألف من 3 أنظمة أساسية: النظام القاعدي (Base Station System), نظام العمليات والمساعدة (Operation and Support System) ونظام التحويل (Switching System). عند القيام بمكالمة، يتم الاتصال أولاً مع النظام القاعدي الذي يقوم بالاتصال مع نظام العمليات والمساعدة الذي يقوم بدوره بالاتصال مع نظام التحويل وأخيراً, يقوم هذا النظام بإيصال المكالمة إلى وجهتها. يعد نظام الـ GSM أكثر أنظمة الاتصالات الخليوية شيوعاً حيث يُقدّر أن %80 من الهواتف الخليوية في العالم تعمل على هذا النظام.[4]
- خدمة الاتصالات الشخصية Personal Communications Service

## استخدامات الشبكات اللاسلكية
- لعبت الشبكات اللاسلكية دوراً كبيراً في الاتصالات العالمية منذ الحرب العالمية الثانية فعن طريق استخدام الشبكات اللاسلكية، يمكن إرسال معلومات لمسافات بعيدة عبر البحار بطريقة سهلة، عمليّة وموثوقة. منذ ذلك الوقت، تطورت الشبكات اللاسلكية كثيرًا وأصبح لها استخدامات كثيرة في مجالات واسعة، نذكر منها:

1. الهواتف الخليوية تشكل أنظمة شبكات ضخمة حول العالم يزداد استخدامها يومياً للتواصل بين أشخاص من جميع أنحاء العالم.
2. إرسال معلومات كبيرة الحجم لمسافات شاسعة أصبح ممكناً من خلال الشبكات اللاسلكية من خلال استخدام الأقمار الصناعية للتواصل.
3. الاتصالات العاجلة - كاتصال أفراد الشرطة مع بعضهم - أصبحت أسهل بكثير باستخدام الشبكات اللاسلكية.
4. أصبح بإمكان الأفراد والشركات على حدّ سواء استخدام هذه الشبكات لتوفير اتصال سريع سواءً كان ذلك على مسافات قريبة أو بعيدة.
5. من أهم فوائد الشبكات اللاسلكية هو استخدامها كوسيلة رخيصة وسريعة للاتصال بالإنترنت في المناطق التي لا توجد فيها بنية تحتية تسمح بتوفير هذا الاتصال بشكل جيد كما هو الحال في معظم الدول النامية.[5]

## إيجابيات وسلبيات استخدام الشبكات اللاسلكية
- من أهمها التي جعلتها تنتشر كثيرًا وتحلّ محل الشبكات السلكية:

1. المرونة: للشبكات اللاسلكية فوائد أكثر من الشبكات السلكية وإحدى هذه الفوائد المرونة إذ تمر موجات الراديو بالحيطان والحاسوب اللاسلكي يمكن أن يكون في أي مكان على نطاق الاكسس بوينت.
2. سهولة الاستخدام: الشبكات اللاسلكية سهلة الإعداد والاستعمال فقط برنامج مساعد وتجهيز الحاسوب النقال أو الدسك توب ببطاقة شبكة اتصالات لاسلكية وهناك حواسب مجهزة بهذه البطاقة مثل أجهزة سنترينو.
3. التخطيط: ان الشبكات السلكية واللاسلكية يجب أن تكون مخططه بدقه ولكن الأسوأ في الشبكات السلكية انه يجعل منظر الجدران غير مرتب وتعدد الأجهزة يكلف في عملية الصيانة ان مكونات الشبكات السلكية هي(كابلات، سويتش، هب، مسير......إلخ) لذلك يجب أن نخطط لها بعناية إما بالنسبة للشبكات اللاسلكية فهي أسهل بكثير من ذلك المنطق ولكن يجب أن نخطط لهذه الشبكات لأنماط الاستعمال الفعلية
4. مكان الأجهزة: الشبكة اللاسلكية يمكن تكون مخفيه يمكن ان توضع من وراء الشاشات وهذه الشبكات مناسبة تماما للأماكن أو المواقع التي يكون من الصعب ربط شبكة سلكية فيها مثل المتحف البنايات القديمة.
5. المتانة: شبكات اللاسلكي ممكن أن تكون متينة ولكن ممكن ان تعاني من التداخل الإذاعي من الأجهزة الأخرى والأداء يمكن ان يضعف عند محاولة المستخدمين استعمال نفس الاكسس بوينت.
6. الأسعار: ان أسعار الشبكات اللاسلكية كانت غاليه كانت بطاقة الـ PCIاللاسلكيه تكلف 100 يورو عام 2000 وفي نهاية 2004 أصبحت تكلف 30 يورو فقط وهذا يعني ان الأسعار الآن ليست عالية وان الشبكات اللاسلكية أصبحت اختيار الكثير من مستخدمي البيوت.

- على الرغم من هذه الفوائد، فإن الشبكات اللاسلكية لا تخلو من بعض المشاكل لعل أهمها:

1. مشكلات التوافق: فالأجهزة المصنوعة من قبل شركات مختلفة قد لا تتمكن من الاتصال مع بعضها أو قد تحتاج إلى جهد إضافي للتغلب على هذه المشاكل.
2. إن الشبكات اللاسلكية تكون غالباً أبطأ من الشبكات الموصولة مباشرةً باستخدام تقنيات الإيثرنت Ethernet.
3. الشبكات اللاسلكية أضعف من حيث حماية الخصوصية لأن أي شخص ضمن مجال تغطية شبكة لاسلكية يمكنه محاولة اختراق هذه الشبكة. من أجل حل هذه المشكلة، يوجد عدة برامج تؤمن حماية للشبكات اللاسلكية مثل الخصوصية المكافئة للشبكات السلكية (Wired Equivalent Privacy (WAP التي لم تؤمن الحماية الكافية للشبكات اللاسلكية والـ (Wi-Fi Protected Access (WPA التي أظهرت نجاحاً أكبر في منع الاختراقات من سابقتها.

## مخاوف صحية من الشبكات اللاسلكية
- في الآونة الأخيرة، ازدادت المخاوف من مخاطر الشبكات اللاسلكية والحقول الكهرومغناطيسية التي تولّدها على الرغم من عدم وجود أدلة قاطعة تثبت صحة هذه الادعاءات.[6] فعلى سبيل المثال، رفض رئيس جامعة Lakehead في كندا إنشاء شبكة لاسلكية ضمن حرم الجامعة بسبب دراسة تقول أن تأثير التعرض للحقول الكهرومغناطيسية الناتجة عن الشبكات اللاسلكية على الإصابة بسرطانات وأورام يجب أن يُدرس بشكل أكبر قبل تحديد مدى هذا التأثير.[7]

## البروتوكول IEEE 802.11
المقالة الأصلية: اي إي إي إي 802.11

### البنية الطبقية للمعمارية IEEE 802.11
1. الطبقة الفيزيائية:
هي طبقة مجسمة تتألف من مجموعة من المكونات الفيزيائية وهي تعتمد عادة على إحدى التقنيات الثلاث التالية:
- الأشعة تحت الحمراء (Infrared (IR
- الطيف متغير الترددات (Frequency Hopping Spread Spectrum (FHSS
- الطيف ذو التردد المباشر (Direct Sequence Spread Spectrum (DSSS

كما تؤسس على هذه الطبقة باقي طبقات البروتوكول والتي تكون مسؤولة عن عملية التخاطب لإنجاز نقل البيانات.
2. طبقة MAC:
طبقة مراقبة الوصول الإعلامي. تعرف هذه الطبقة طريقتين مختلفتين للوصول:
. وظيفة التنسيق الموزع Distributed Coordination Function
. وظيفة التنسيق النقطي Point Coordination Function
ملاحظة: إن الـ MAC Layer توضع عند قمة الطبقة الفيزيائية، وبدوره عامل التنسيق الموجه توضع على قمة عامل التنسيق الموزع.

### تطور البروتوكول 802.11
ظهر في بداية الأمر البرتوكول 802.11 ولكنه لم يستخدم كثيراً لأنه استبدل بتطويراته802.11.b بسبب المعدل القليل لنقل البيانات وقد استخدم الآلية CSMA/CA ومن ثم ظهر العديد من التطويرات له مثل 802.11.a ويدعم مجال نقل بيانات من 25 إلى 54 ميغا بايت ولكنه يعاني من مشكلة المدى الخاص بشبكته حيث أنه يدعم حتى 50 متر.
وفي نفس الوقت ظهر 802.11.b.b الذي يمتاز عن سابقه بالمدى الخاص بالشبكة حيث يصل حتى 100 متر ولكن بمشكلة أن معدل نقل البيانات أقل من 6.5 إلى 11 ميغا بايت فقط.
لذلك ظهرت الحاجة لبروتوكول يحقق مزايا البروتوكولين معاً فظهر البروتوكول 802.11.g والذي يحقق الميزتين من مجال الشبكة 100 متر ومعدل نقل البيانات 25 إلى 54 ميغا بايت.
وهناك تطويرات كثيرة على الطريق مثل 802.11.n والذي شارف على الصدور، بالإضافة إلى 802.11.s، و802.11.k وغيرها ولكنها قيد الدراسة.
ومن المواقع العربية التي تعنى بالشبكات اللاسلكية موقع يسمى واي فاي عرب

## ماركات معروفة متخصصة في الشبكات اللاسلكية
- دي - لينك
- speedtouch
- لينكسيس
- بوفالو (توضيح)
- مايكروتك
- PheeNet
- ALFA
- Aircord
- نت قير
- Saxnet
- تي بي-لينك
- زيكسل

## قراءات خارجية
- Wireless Networking in the Developing World: A practical guide to planning and building low-cost telecommunications infrastructure (PDF) (ط. 2nd). Hacker Friendly LLC. 2007. ص. 425. مؤرشف من الأصل (PDF) في 2019-02-23.

## وصلات خارجية
- Wireless على مشروع الدليل المفتوح